# Santa Magdalena de Vilaprinyó
Santa Magdalena de Vilaprinyó és una església de Castellar de la Ribera (Solsonès) inclosa a l'Inventari del Patrimoni Arquitectònic de Catalunya.

## Situació
Es troba a la part nord del terme municipal, aïllada damunt de la carena que es desprèn, cap al sud, del serrat de Santa Magdalena, a la capçalera de la rasa de les Forques, al nord-oest de la masia de Vilaprinyó i a llevant de les Tàpies.
S'hi va des de la carretera C-26: al km. 91,7 es trenca en direcció a Montpol, es creua el pont i s'arriba al Molí de Querol (42° 01′ 37″ N, 1° 23′ 56″ E / 42.027054°N,1.398932°E). Es pren la pista que puja cap a l'esquerra, pel marge dret del barranc de Querol, direcció Vilaprinyó (indicada). Recomanable tot terreny o 4X4. Als 600 metres es deixa el trencall que porta a Vilaprinyó i continuarem recte rodejant un extens camp de conreu. Als 1.000 metres, al nord de la masia, la pista gira cap al nord. Se segueix la pista principal agafant sempre la de l'esquerra en els dos encreuaments que es trobaran. Als 2 km. es desemboca a un tros inclinat. La capella es troba al nord d'aquest, emboscada enmig d'alzineres i pins. Es puja a peu pel llom de la costa on es va trobant algun rastre del camí i en cinc minuts s'arriba a la capella.

## Descripció

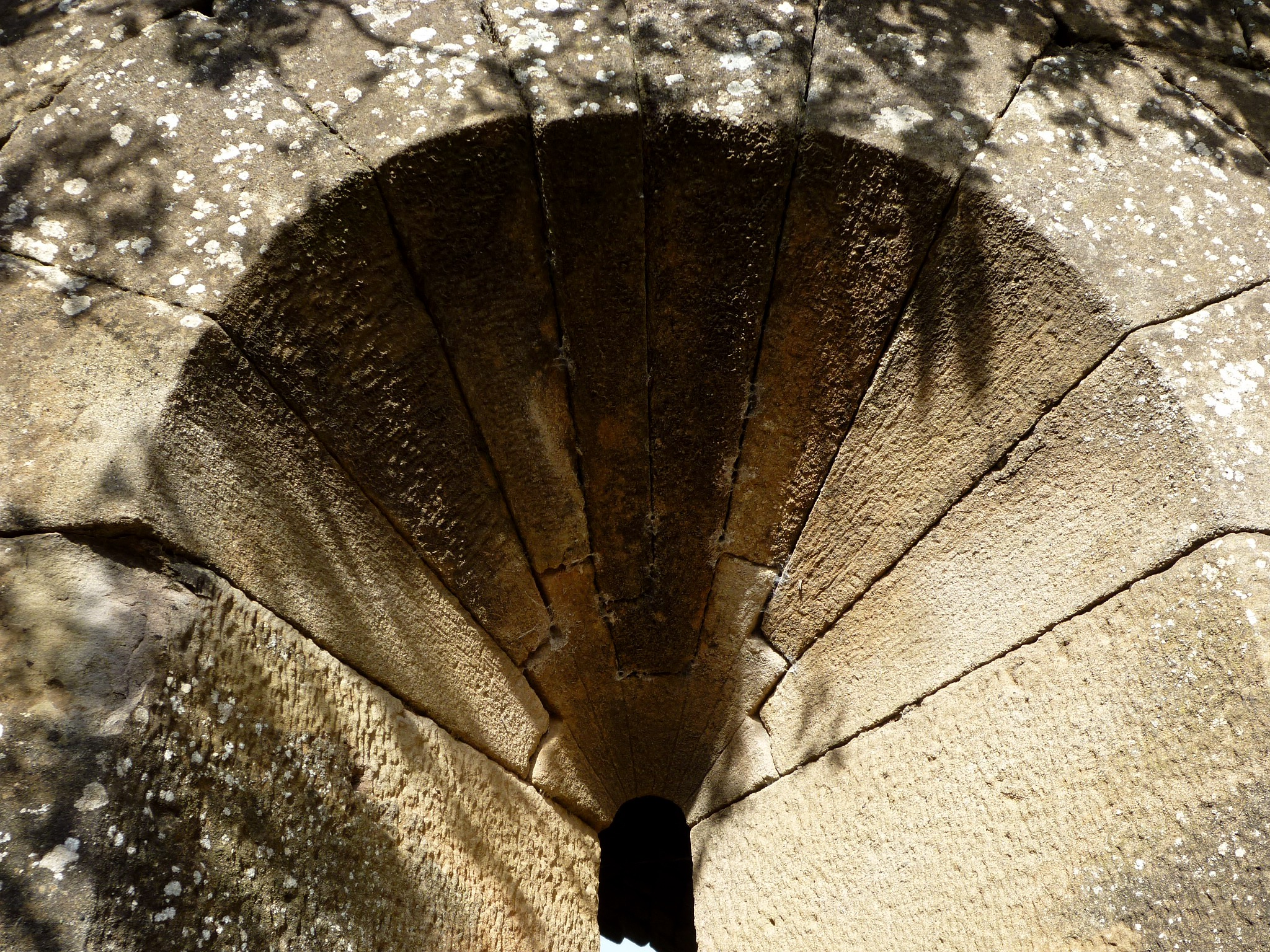
Filigrana a la finestra de l'absis

Església d'una sola nau rectangular i capçada amb un absis semicircular a llevant. La nau té una coberta amb volta apuntada. Una cornisa llisa, a manera de mènsula contínua, ressegueix tot el perímetre de la nau i marca el punt d'arrencada de la volta, que té totes les traces de ser posterior. La porta s'obria al costat de migjorn. Una bona part de la porta i l'angle sud- occidental són enderrocats. Tot el parament interior ha estat bastit amb carreus molt ben treballats.
La finestra de l'absis és de doble esqueixada i coberta amb un arc de mig punt adovellat. La filigrana és de pedra que inicia amb dues esqueixades. Aquesta pedra ofereix al centre un encaix, on casa perfectament la dovella-clau, i a banda i banda hi ha uns talls escalonats que reben les altres dovelles, les quals s'allargassen, monolítiques, fins a la sortida de la finestra.

## Història
Sota el castell de Freixe hi ha la capella romànica mig enrunada, que hom anomena de Santa Magdalena, com la de Vilaprinyó, però hi ha notícia del 1061 que hi havia la capella de Santa Eulàlia. Aquesta església estava situada dins l'antic terme del castell de Castellar, a Vilaprinyó, vinculada a la parròquia de Sant Pere de Castellar. L'any 1024 foren venuts uns molins situats al terme de Santa Eulàlia de Castellar. Per tant, no sembla que l'església de Santa Eulàlia fos gaire lluny de Vilaprinyó i cal acceptar la possibilitat d'un canvi d'advocació.